# Містки (Сватівський район)
Мі́стки — село в Україні, у Сватівській міській громаді Сватівського району Луганської області. Населення становить 2614 осіб. Орган місцевого самоврядування — Містківська сільська рада. На околицях села річка Баглай впадає в Борову.

## Історія
Під час організованого радянською владою Голодомору 1932—1933 років померло щонайменше 536 жителів села (за іншими даними — 383 осіб).

## Населення
Згідно з переписом УРСР 1989 року чисельність наявного населення села становила 2859 осіб, з яких 1255 чоловіків та 1604 жінки.
За переписом населення України 2001 року в селі мешкали 2663 особи.

### Мова
Розподіл населення за рідною мовою за даними перепису 2001 року:
| Мова       | Відсоток |
| ---------- | -------- |
| українська | 93,96 %  |
| російська  | 5,28 %   |
| циганська  | 0,42 %   |
| вірменська | 0,27 %   |
| молдовська | 0,04 %   |

## Пам'ятки природи
У селі розташована гідрологічна пам'ятка природи «Джерело Містки». Поблизу села розташовані загальнозоологічні заказники місцевого значення «Мостківський» і «Сватівський».

## Постаті
- Гуртяк Юрій Олександрович (1985—2016) — український військовий, учасник російсько-української війни.